# Ann-Katrin Berger
Ann-Katrin Berger (Göppingen, 9 ottobre 1990) è una calciatrice tedesca, portiere del Gotham.

## Carriera

### Club
Berger si appassiona al calcio fin da giovanissima, iniziando a giocare all'età di quattro anni tesserandosi con il KSG Eislingen. In seguito si trasferisce al FV Vorwärts Faurndau, club della natia Göppingen, dove gioca inizialmente nella formazione C-Jugend (Under-15) per essere poi aggregata, dal 2007, alla prima squadra che disputa il campionato di Oberliga nella divisione regionale Baden-Württemberg.
La stagione seguente coglie l'occasione per trasferirsi a una squadra di categoria superiore, il Sindelfingen, con il quale affronta la 2. Frauen-Bundesliga, secondo livello del campionato tedesco di categoria, condividendo con le compagne il percorso che vedono la squadra sfiorare la promozione concludendo il girone Süd a due soli punti dal Bayer Leverkusen. Berger rimane legata alla società per un'altra stagione, chiusa al 5º posto in campionato, lasciando il club di Sindelfingen nell'estate 2011.
Durante il successivo calciomercato estivo viene annunciato il suo trasferimento alle campionesse in carica del Turbine Potsdam, con il quale firma un contratto triennale per indossare la maglia della prestigiosa squadra dalla stagione entrante. A disposizione del tecnico Bernd Schröder fa il suo debutto con la nuova maglia il 21 agosto 2011, alla 1ª giornata di campionato, nella vittoria casalinga per 4-0 sull'Amburgo. In seguito Schröder le preferisce la statunitense Alyssa Naeher e le sue presenze al termine della stazione si limitano a 5 incontri in campionato e due in Coppa, condividendo comunque un'ottima stagione della squadra di Potsdam che si conclude con la conquista del suo primo titolo, quello di Campione di Germania, il 6º per il club, e, pur non essendo mai stata impiegata nel torneo, il raggiungimento delle semifinali di UEFA Women's Champions League 2011-2012, mentre il percorso in Coppa si interrompe già ai quarti di finale. In quella stagione viene anche impiegata nella formazione riserve (Turbine Potsdam II), marcando 6 presenze in 2. Frauen-Bundesliga.

## Statistiche

### Cronologia presenze e reti in nazionale
| Cronologia completa delle presenze e delle reti in nazionale ― Germania | Cronologia completa delle presenze e delle reti in nazionale ― Germania | Cronologia completa delle presenze e delle reti in nazionale ― Germania | Cronologia completa delle presenze e delle reti in nazionale ― Germania | Cronologia completa delle presenze e delle reti in nazionale ― Germania | Cronologia completa delle presenze e delle reti in nazionale ― Germania | Cronologia completa delle presenze e delle reti in nazionale ― Germania | Cronologia completa delle presenze e delle reti in nazionale ― Germania |
| Data                                                                    | Città                                                                   | In casa                                                                 | Risultato                                                               | Ospiti                                                                  | Competizione                                                            | Reti                                                                    | Note                                                                    |
| ----------------------------------------------------------------------- | ----------------------------------------------------------------------- | ----------------------------------------------------------------------- | ----------------------------------------------------------------------- | ----------------------------------------------------------------------- | ----------------------------------------------------------------------- | ----------------------------------------------------------------------- | ----------------------------------------------------------------------- |
| 1-12-2020                                                               | Dublino                                                                 | Irlanda                                                                 | 1 – 3                                                                   | Germania                                                                | Qual. Euro 2022                                                         | -1                                                                      |                                                                         |
| 13-4-2021                                                               | Wiesbaden                                                               | Germania                                                                | 3 – 1                                                                   | Norvegia                                                                | Amichevole                                                              | -1                                                                      |                                                                         |
| 13-11-2022                                                              | Harrison                                                                | Stati Uniti                                                             | 2 – 1                                                                   | Germania                                                                | Amichevole                                                              | -2                                                                      | 46’                                                                     |
| 20-2-2022                                                               | Norwich                                                                 | Canada                                                                  | 1 – 0                                                                   | Germania                                                                | Arnold Clark Cup 2022                                                   | -1                                                                      |                                                                         |
| 7-4-2023                                                                | Sittard                                                                 | Paesi Bassi                                                             | 0 – 1                                                                   | Germania                                                                | Amichevole                                                              | -                                                                       | 46’                                                                     |
| 11-4-2023                                                               | Norimberga                                                              | Germania                                                                | 1 – 2                                                                   | Brasile                                                                 | Amichevole                                                              | -2                                                                      |                                                                         |
| 27-10-2023                                                              | Sinsheim                                                                | Germania                                                                | 5 – 1                                                                   | Galles                                                                  | UEFA Women's Nations League 2023-2024                                   | -1                                                                      |                                                                         |
| 31-10-2023                                                              | Reykjavík                                                               | Islanda                                                                 | 0 – 2                                                                   | Germania                                                                | UEFA Women's Nations League 2023-2024                                   | -                                                                       |                                                                         |
| 9-4-2024                                                                | Aquisgrana                                                              | Germania                                                                | 3 – 1                                                                   | Islanda                                                                 | Qual. Euro 2025                                                         | -1                                                                      |                                                                         |
| 16-7-2024                                                               | Hannover                                                                | Germania                                                                | 4 – 0                                                                   | Austria                                                                 | Qual. Euro 2025                                                         | -                                                                       |                                                                         |
| 25-7-2024                                                               | Marsiglia                                                               | Germania                                                                | 3 – 0                                                                   | Australia                                                               | Olimpiadi 2024                                                          | -                                                                       |                                                                         |
| 28-7-2024                                                               | Marsiglia                                                               | Stati Uniti                                                             | 4 – 1                                                                   | Germania                                                                | Olimpiadi 2024                                                          | -4                                                                      |                                                                         |
| 31-7-2024                                                               | Saint-Étienne                                                           | Zambia                                                                  | 1 – 4                                                                   | Germania                                                                | Olimpiadi 2024                                                          | -1                                                                      |                                                                         |
| 3-8-2024                                                                | Marsiglia                                                               | Canada                                                                  | 0 – 0 dts (2-4 dtr)                                                     | Germania                                                                | Olimpiadi 2024                                                          | -                                                                       |                                                                         |
| 6-8-2024                                                                | Décines-Charpieu                                                        | Stati Uniti                                                             | 1 – 0 dts                                                               | Germania                                                                | Olimpiadi 2024                                                          | -1                                                                      |                                                                         |
| 9-8-2024                                                                | Décines-Charpieu                                                        | Spagna                                                                  | 0 – 1                                                                   | Germania                                                                | Olimpiadi 2024                                                          | -                                                                       |                                                                         |
| 25-10-2024                                                              | Londra                                                                  | Inghilterra                                                             | 3 – 4                                                                   | Germania                                                                | Amichevole                                                              | -3                                                                      |                                                                         |
| 21-2-2025                                                               | Breda                                                                   | Paesi Bassi                                                             | 2 – 2                                                                   | Germania                                                                | UEFA Women's Nations League 2025 - 1º turno                             | -2                                                                      |                                                                         |
| 4-4-2025                                                                | Dundee                                                                  | Scozia                                                                  | 0 – 4                                                                   | Germania                                                                | UEFA Women's Nations League 2025 - 1º turno                             | -                                                                       |                                                                         |
| 8-4-2025                                                                | Wolfsburg                                                               | Germania                                                                | 6 – 1                                                                   | Scozia                                                                  | UEFA Women's Nations League 2025 - 1º turno                             | -1                                                                      |                                                                         |
| 30-5-2025                                                               | Ahlen                                                                   | Germania                                                                | 4 – 0                                                                   | Paesi Bassi                                                             | UEFA Women's Nations League 2025 - 1º turno                             | -                                                                       |                                                                         |
| 3-6-2025                                                                | Vienna                                                                  | Austria                                                                 | 0 – 6                                                                   | Germania                                                                | UEFA Women's Nations League 2025 - 1º turno                             | -                                                                       |                                                                         |
| 4-7-2025                                                                | San Gallo                                                               | Germania                                                                | 2 – 0                                                                   | Polonia                                                                 | Euro 2025 - 1º turno                                                    | -                                                                       |                                                                         |
| 8-7-2025                                                                | Basilea                                                                 | Germania                                                                | 2 – 1                                                                   | Danimarca                                                               | Euro 2025 - 1º turno                                                    | -1                                                                      |                                                                         |
| 12-7-2025                                                               | Zurigo                                                                  | Svezia                                                                  | 4 – 1                                                                   | Germania                                                                | Euro 2025 - 1º turno                                                    | -4                                                                      |                                                                         |
| 19-7-2025                                                               | Basilea                                                                 | Francia                                                                 | 1 – 1 dts (5 - 6 dtr)                                                   | Germania                                                                | Euro 2025 - Quarti di finale                                            | -1                                                                      |                                                                         |
| 23-7-2025                                                               | Zurigo                                                                  | Germania                                                                | 0 – 1 dts                                                               | Spagna                                                                  | Euro 2025 - Semifinale                                                  | -1                                                                      |                                                                         |
| Totale                                                                  |                                                                         | Presenze                                                                | 27                                                                      |                                                                         | Reti                                                                    | -28                                                                     |                                                                         |

## Palmarès

### Club
- Campionato tedesco: 1

Turbine Potsdam: 2011-2012
- Campionato inglese: 3

Chelsea: 2019-2020, 2020-2021, 2021-2022
- Women's FA Cup: 3

Chelsea: 2020-2021, 2021-2022, 2022-2023
- FA Women's League Cup: 2

Chelsea: 2019-2020, 2020-2021
- FA Women's Community Shield: 1

Chelsea: 2020

### Nazionale
- Bronzo olimpico: 1

Parigi 2024